# サトノダイヤモンド
サトノダイヤモンド（欧字名:Satono Diamond、2013年1月30日 - ）は、日本の競走馬・種牡馬。主な勝ち鞍は2016年の菊花賞、有馬記念。
馬名の由来は、冠名＋宝石名。額の流星の形から連想。母のマルペンサはアルゼンチンのGI銀杯大賞など、GI3勝を挙げている。

## 経歴

### デビュー前
2013年7月9日、北海道苫小牧市のノーザンホースパークで行われたセレクトセールで、当歳セッションにおいてこのセール2番目の高評価となる2億3000万円(税込2億4150万円)で里見治に落札された。

### 2歳（2015年）
11月8日の京都競馬場芝2000m新馬戦でデビュー。ロイカバードと合わせた取引金額『5億円対決』として注目を集める中、先行し最後の直線で前を捉えるとそのまま独走、デビュー戦を勝利で飾った。
2戦目は2015年12月26日の阪神競馬場芝2000m2歳500万下に出走、ここでも圧倒的人気に応え勝利した。

### 3歳（2016年）
2016年の初戦はGIIIきさらぎ賞。2度目となるロイカバードとの『5億円対決』で注目を集めた。ここでも単勝人気1倍台の支持を集めた。道中は5〜6番手でレースを進め、直線で楽々と先頭に立って後続を突き放し、最後は外から追い上げてきた4番人気レプランシュに3馬身1/2差をつけ、レースレコードとなる1分46秒9を記録して優勝した。
その後はトライアルやステップレースを使わず直接皐月賞へ向かい、当日は前年の2歳王者リオンディーズ、弥生賞勝ち馬マカヒキらを抑え単勝2.7倍の1番人気に推された。レースでは道中馬なりのいい競馬をするも、最後の直線で先行したリオンディーズの斜行で不利を受け失速してしまう。体勢を立て直して差し切りを図ったが、後方から追い込んだディーマジェスティ、さらに大外から追い込んだマカヒキの末脚に屈し3着に終わった。
続く東京優駿（日本ダービー）では2番人気となり、1番人気のディーマジェスティ、3番人気のマカヒキと人気を分け合う形となった。レースでは向正面で左後肢を落鉄するアクシデントに見舞われるが、それでも最後の直線では好位置につけ、ラスト3ハロン(=600m)33秒4の豪脚で迫り、最後はマカヒキと並んでのゴール。写真判定の末、マカヒキに8cm及ばず2着に終わった。（レースに関する詳細については第83回東京優駿を参照）。
4か月の休養を経て、菊花賞への前哨戦として神戸新聞杯に出走。このレースには、マカヒキ（仏・凱旋門賞へ出走するため）、ディーマジェスティ（当馬は関東馬ということもありセントライト記念の方へ出走したため）といった、これまでクラシック路線で熾烈な戦いを繰り広げてきた強豪たちが不在ということもあり、最終オッズ1.2倍という圧倒的な支持を得て1番人気に推された。レースでは中団に位置し、普段通りの手応えで迎えた直線では早めに先頭を奪い取り、最後は内から迫るミッキーロケットとの争いをクビ差で制し勝利を遂げた。
迎えた菊花賞では、皐月賞馬であるディーマジェスティと人気を分け合う形となり、その中でもサトノダイヤモンドは単勝2.3倍の1番人気に支持された。因みに2番人気となったディーマジェスティの単勝オッズは3.2倍で、3番人気以降の馬の単勝オッズは10倍を超える2強ムードでの開催となった。道中は中団に位置し、抑え気味だった同馬に対してディーマジェスティが並んでいくと、それに呼応するように2周目の3-4コーナーでは順位を徐々に上げ、絶好のポジションにつけ最後の直線に入る。ディーマジェスティを瞬く間に突き放し、前で逃げ粘るミライヘノツバサを差し切り、追い縋るエアスピネルやレインボーラインを寄せ付けず、2着に2馬身半差をつけ勝利。クラシック最後の1冠で悲願のGIタイトルを手にした。ディープインパクト産駒の菊花賞制覇は初であると同時に、馬主の里見にとって初めてのGIタイトル、さらに鞍上のルメールにとっても初のクラシックタイトル獲得となった。
古馬との初対戦となった第61回有馬記念では、サトノダイヤモンドは単勝2.6倍の1番人気に推され、2番人気のジャパンカップ勝ち馬キタサンブラックは2.7倍、3番人気に推された前年の覇者ゴールドアクターが7.9倍と人気を2分した。レースでは中団あたりを追走するも、前半1000mタイムが61秒とスローペースな展開になり3コーナーあたりから一気にまくりをかけ、最終コーナーでキタサンブラック、ゴールドアクターに並びかけた。直線では先頭に立ったキタサンブラックの脚色は鈍らなかったが、外から追走し残り100mあたりで脚を伸ばしてゴール前でキタサンブラックをクビ差差し切りゴール。3歳馬ながら古馬を下し優勝した。勝ちタイムは2分32秒6だった。レース後、勝利騎手インタビューでルメールは感激のあまり涙を見せた。

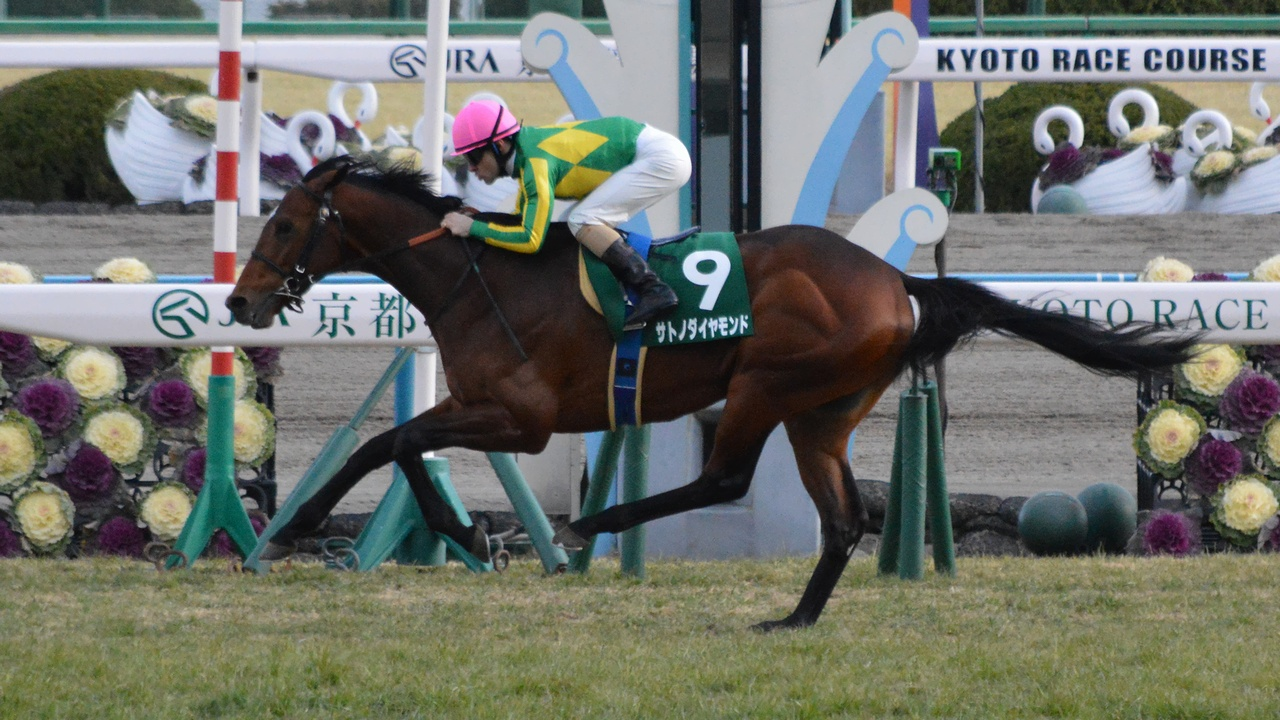
きさらぎ賞
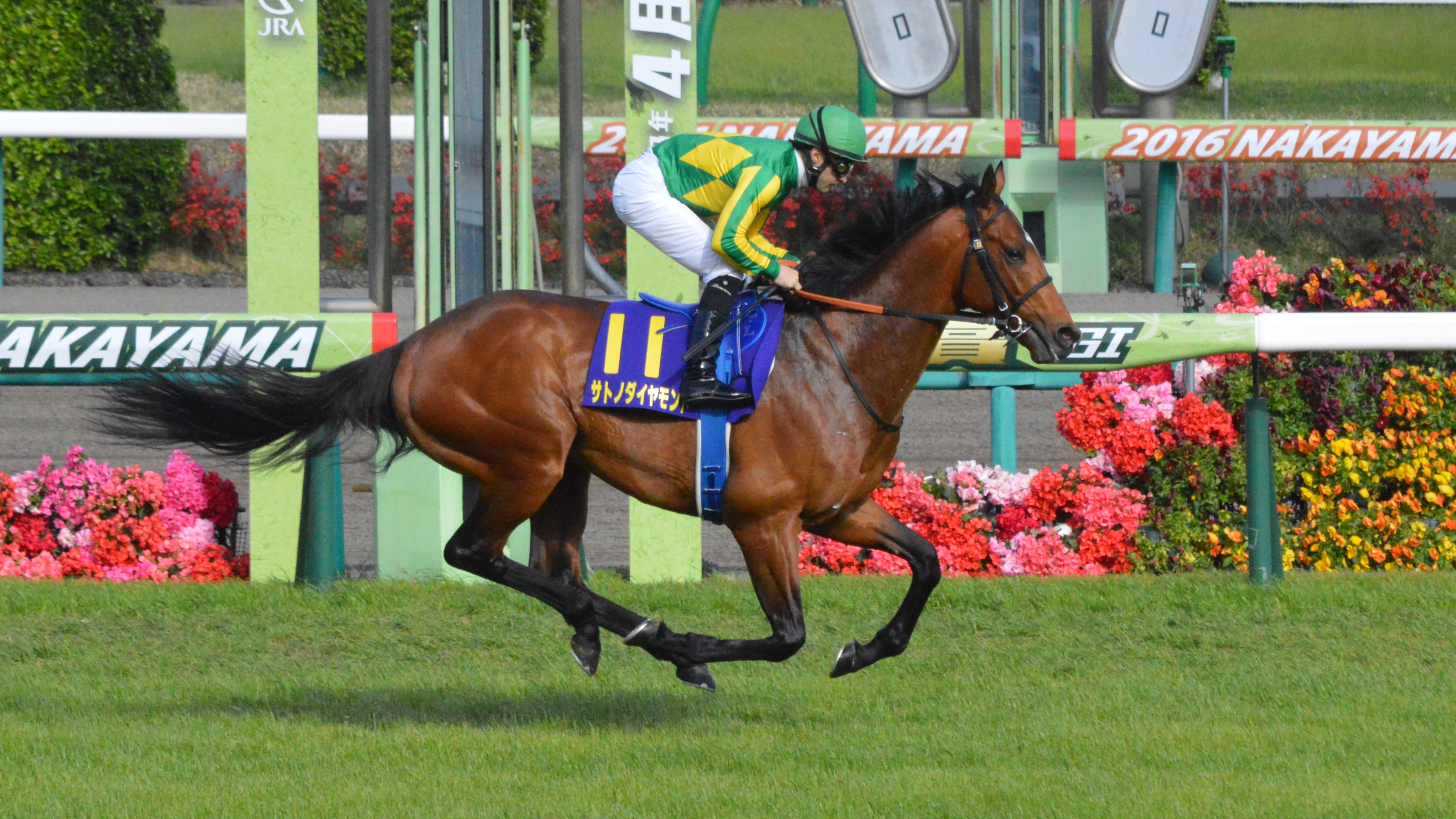
皐月賞
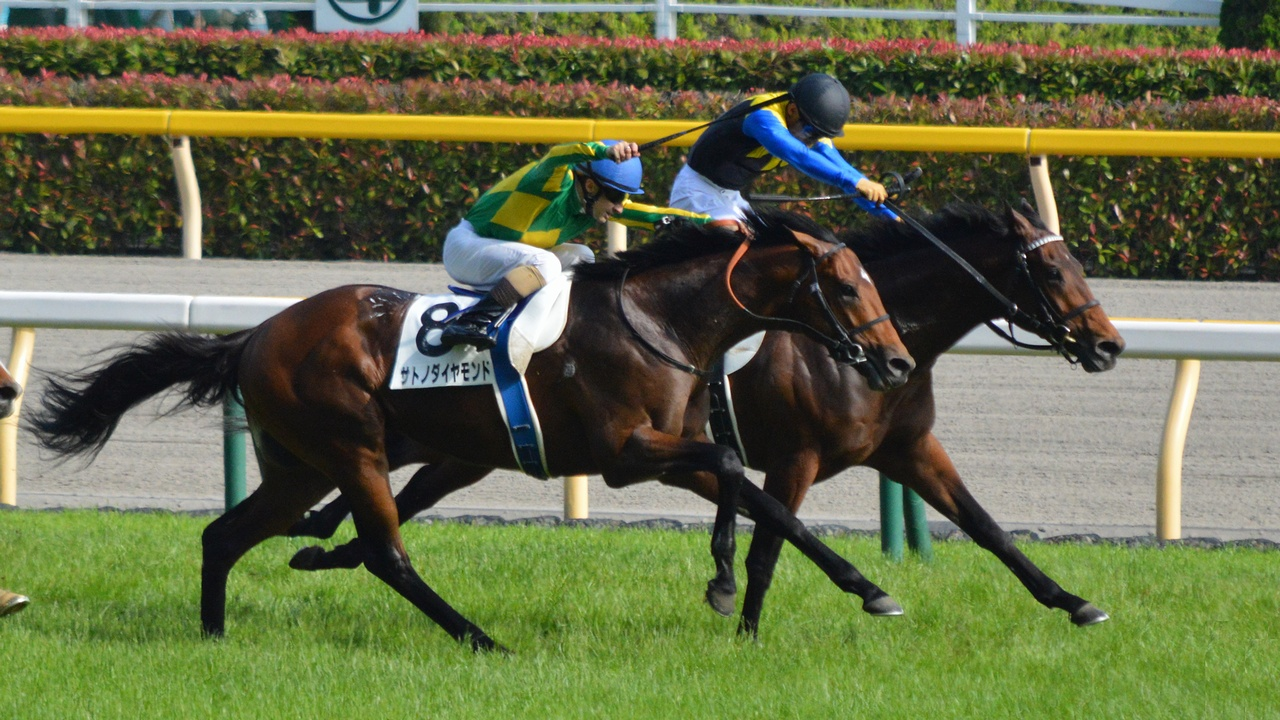
日本ダービー
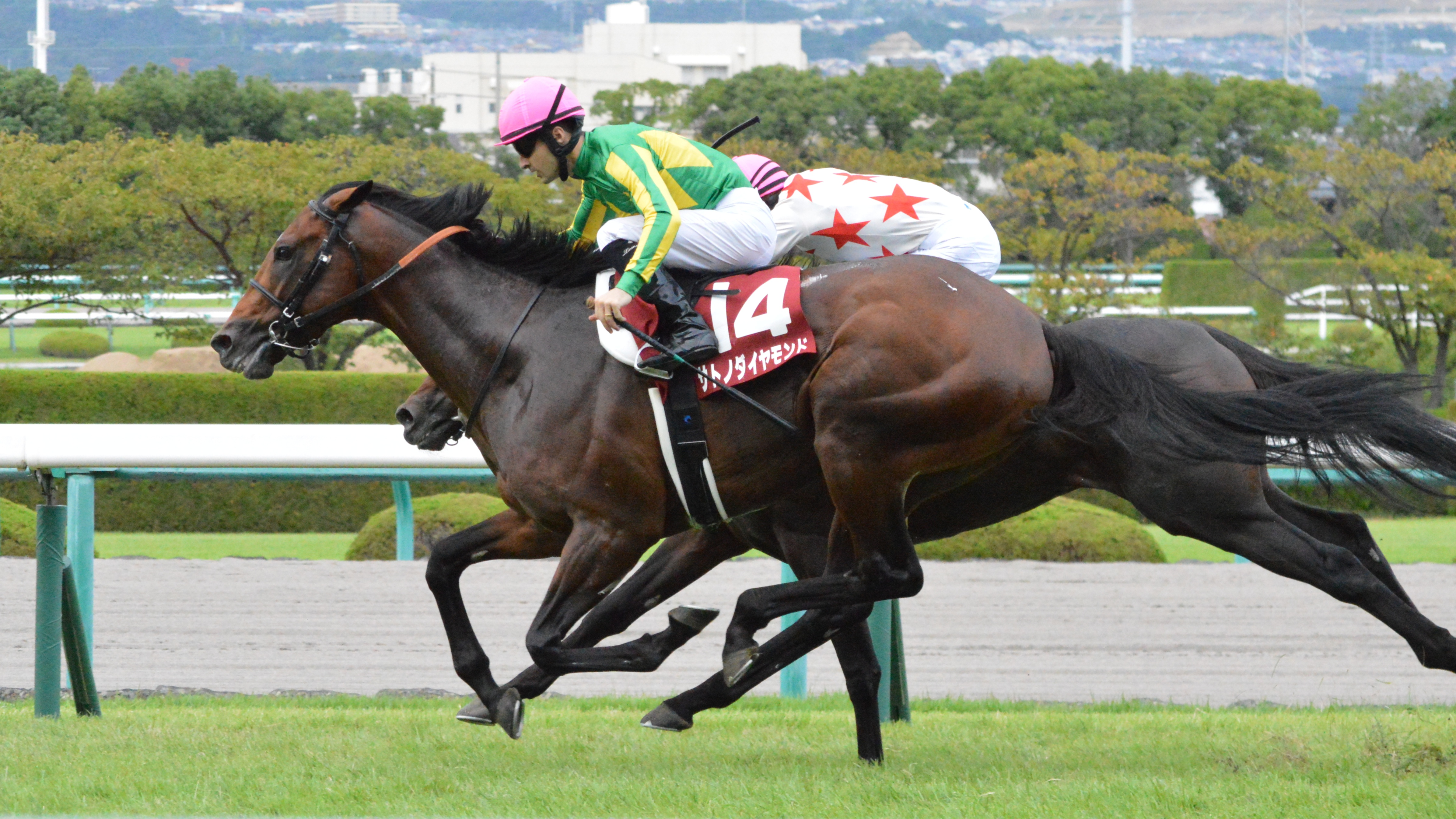
神戸新聞杯
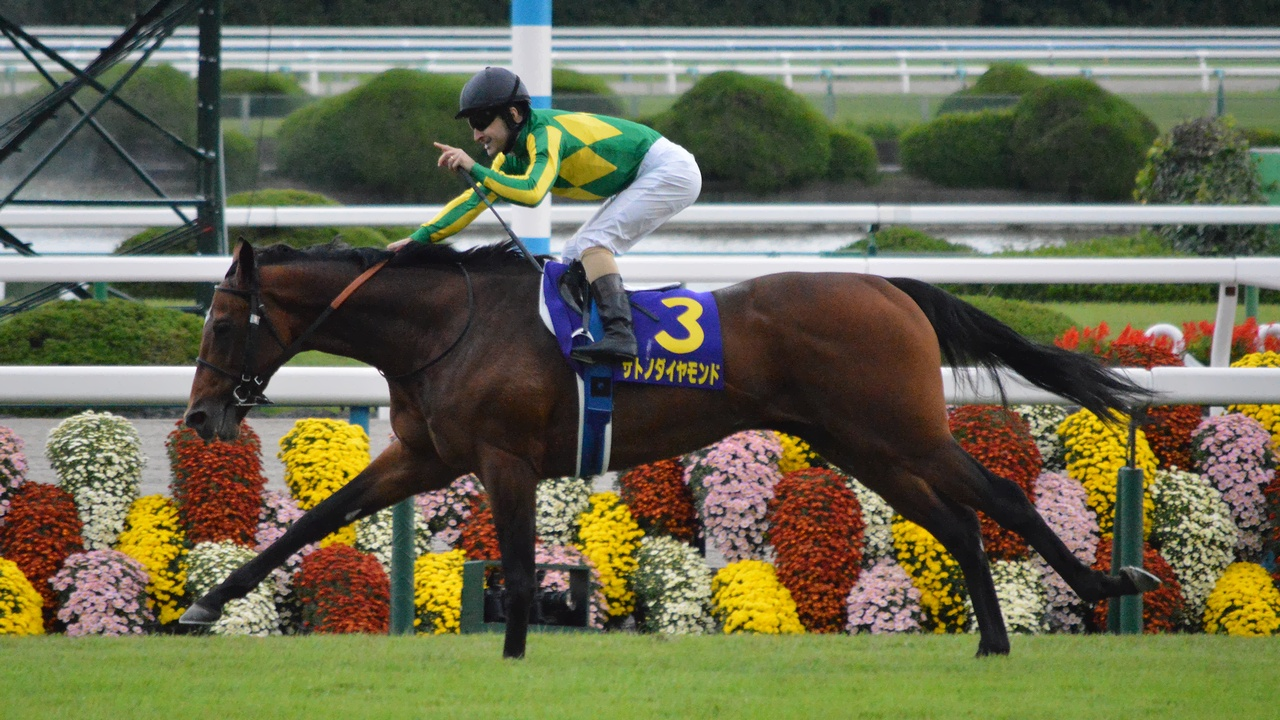
菊花賞
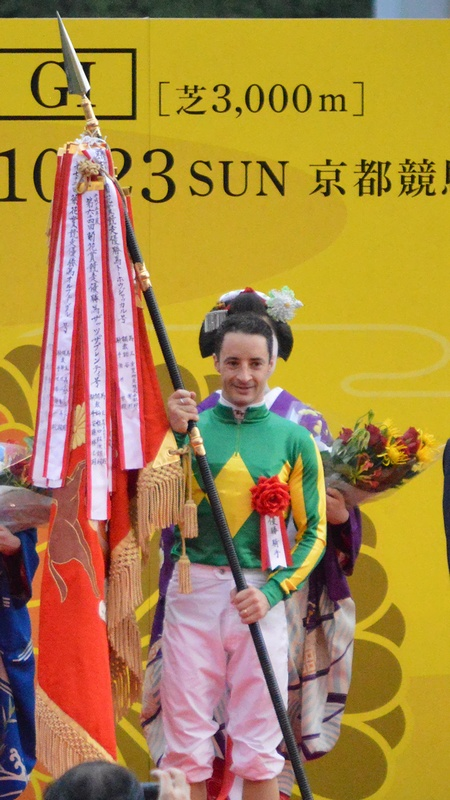
主戦のルメール騎手

### 4歳（2017年）
古馬になったサトノダイヤモンドに対して、陣営は未だ日本馬で優勝経験のないフランス・凱旋門賞制覇を目標に掲げた。
2016年度の最優秀3歳牡馬を受賞したJRA賞授賞式にて、調教師はローテーションを発表。阪神大賞典で始動して、天皇賞・春へ。秋は渡仏し、フォワ賞を叩いて凱旋門賞に向かうプランを明かした。
迎えた初戦・阪神大賞典では、最終オッズ1.1倍という圧倒的な人気を集め、1番人気に推された（因みに2番人気は連覇を狙い出走したシュヴァルグランの4.9倍であり、3番人気のワンアンドオンリーは19.6倍と、圧倒的支持を集めた）。レースでは、好スタートを切り1周目の直線では後方2番手に位置する。2周目の1～2コーナーから前へ進出し、後方4番手となった。向こう正面では、先に動いたシュヴァルグランに呼応するように3コーナーから順位を徐々に上げ、最後の直線ではほぼ先頭につけた。最初に先頭に立ったシュヴァルグランを残り200m付近で交わし、そのまま他馬を寄せ付けず、2着馬シュヴァルグランに1馬身半の差をつけ勝利した。
前年の年度代表馬・キタサンブラックとの再戦となった天皇賞・春は戦前から「2強対決」といわれ、前売り段階では1番人気、最終的には2番人気を集めた。レースではスタートから中団7～8番手に位置し先行馬を見る形でレースを進めるも、ヤマカツライデンのハイラップ（前半1000m58秒台）の逃げに動くに動けず、ほぼポジションをそのままに最終コーナーまで進み直線の末脚勝負に挑み徐々に差をつめていくが、早め先頭に立ったキタサンブラックを捕らえるには至らず、アドマイヤデウスをクビほど交わしたところがゴール、0.2秒差の3着に敗れた。なお、勝利したキタサンブラックはディープインパクトが保持していた京都芝3200mのレコード3分13秒4を0.9秒も上回り世界レコードとなる3分12秒5で走破した。サトノダイヤモンドも負けはしたもの、それまでのレコードを0.7秒上回るタイムであった。
その後は、宝塚記念を回避し、凱旋門賞制覇を目指してフランスへ遠征。シャンティイの小林智厩舎に入厩。前哨戦のフォワ賞では各ブックメーカーに本命視されたが、休み明けと重馬場の影響で4着。本番の凱旋門賞でも重馬場に苦しみ最後の直線で伸びを欠き、15着に敗れた。
凱旋門賞後、陣営は連覇を狙い有馬記念へ出走することも視野に入れていたが、11月19日に出走を見送り年内を休養に充てることを表明した。池江調教師は「次年度の1月か2月の中距離重賞から始動することになりそうです」と見通した。

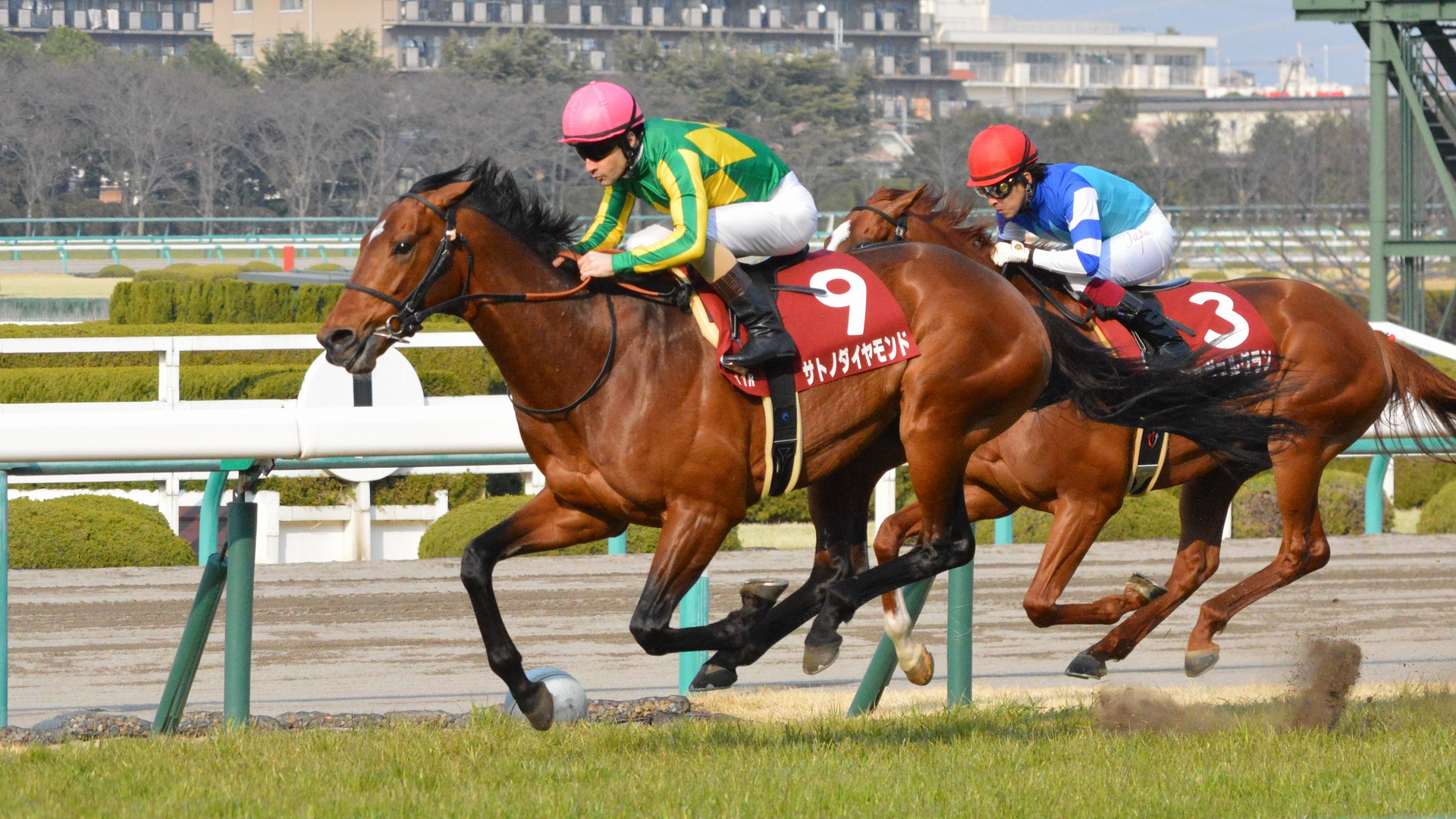
阪神大賞典
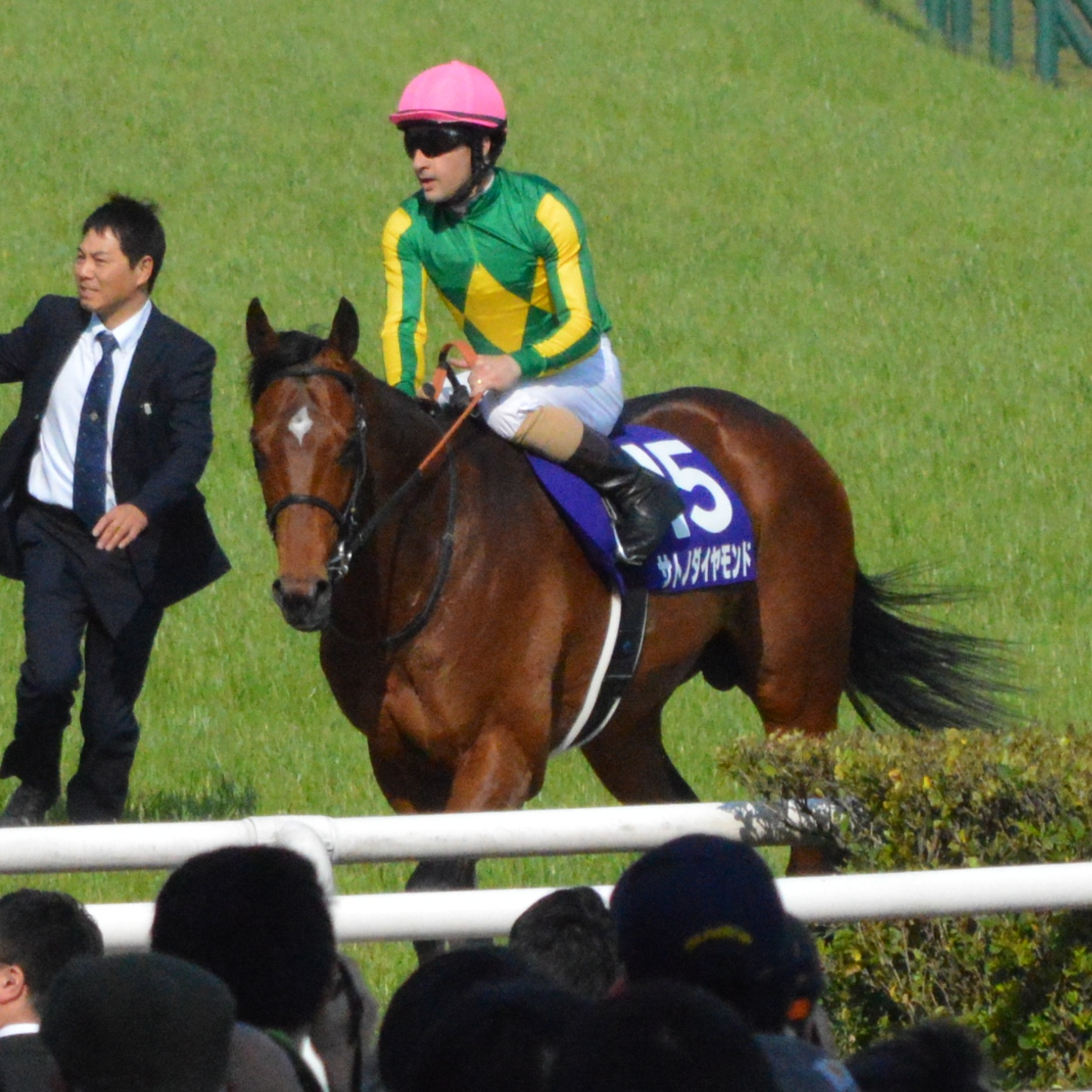
天皇賞・春

### 5歳（2018年）
年明け始動戦として3月11日の金鯱賞に出走。人気ではスワーヴリチャードに次ぐ2番人気に推される。レースは凱旋門賞で帯同馬となったサトノノブレスが先手を取る中、サトノダイヤモンドは後方に位置し、最後の直線では粘るサトノノブレスとそれを交わして先頭に立ったスワーヴリチャードの後方から追い込むも3着までだった。
続く大阪杯では、前年のジャパンカップ勝ち馬シュヴァルグランや皐月賞馬アルアイン、マイルチャンピオンシップ勝ち馬ペルシアンナイトなどの有力馬が集まる中3番人気に推された。レースではスワーヴリチャードが向こう正面で後方2番手からまくりをかけ3コーナーで先頭に立ち、観客のどよめきが起きる中、それにつられるように各馬が進出を開始。サトノダイヤモンドは内で包まれてしまい動くに動けず、4コーナーでは12番手まで後退。最後の直線でも思うように伸びず、勝ったスワーヴリチャードから1秒離された7着に終わった。続く宝塚記念では1番人気に推されるも6着と惨敗した。
秋初戦の京都大賞典は中団から抜け出すと最後はレッドジェノヴァの追撃を半馬身差退け1年半ぶりの勝利を挙げた。その後11月のジャパンカップ（レースに関する詳細については第38回ジャパンカップを参照）、引退レースとなった有馬記念（レースに関する詳細については第63回有馬記念を参照）はともに6着に終わった。
引退後は社台スタリオンステーションで種牡馬となる。

## 競走成績
| 競走日     | 競馬場       | 競走名       | 格   | 距離（馬場）  | 頭 数 | 枠 番 | 馬 番 | オッズ （人気） | 着順 | タイム （上り3F[s]） | 着差 [s] | 騎手         | 斤量 [kg] | 1着馬 （2着馬）      |
| ---------- | ------------ | ------------ | ---- | ------------- | ----- | ----- | ----- | --------------- | ---- | -------------------- | -------- | ------------ | --------- | -------------------- |
| 2015.11.08 | 京都         | 2歳新馬      |      | 芝2000m（重） | 10    | 6     | 6     | 001.60（1人）   | 01着 | 02:03.8（34.8）      | -0.4     | C.ルメール   | 55        | （ロイカバード）     |
| 0000.12.26 | 阪神         | 2歳500万下   |      | 芝2000m（稍） | 15    | 6     | 11    | 001.20（1人）   | 01着 | 02:03.8（33.9）      | -0.6     | C.ルメール   | 55        | （クィーンズベスト） |
| 2016.02.07 | 京都         | きさらぎ賞   | GIII | 芝1800m（良） | 09    | 8     | 9     | 001.20（1人）   | 01着 | 01:46.9（34.2）      | -0.6     | C.ルメール   | 56        | （レプランシュ）     |
| 0000.04.17 | 中山         | 皐月賞       | GI   | 芝2000m（良） | 18    | 6     | 11    | 002.70（1人）   | 03着 | 01:58.3（34.8）      | -0.4     | C.ルメール   | 57        | ディーマジェスティ   |
| 0000.05.29 | 東京         | 東京優駿     | GI   | 芝2400m（良） | 18    | 4     | 8     | 003.80（2人）   | 02着 | 02:24.0（33.4）      | -0.0     | C.ルメール   | 57        | マカヒキ             |
| 0000.09.25 | 阪神         | 神戸新聞杯   | GII  | 芝2400m（良） | 15    | 8     | 14    | 001.20（1人）   | 01着 | 02:25.7（34.2）      | -0.0     | C.ルメール   | 56        | （ミッキーロケット） |
| 0000.10.23 | 京都         | 菊花賞       | GI   | 芝3000m（良） | 18    | 2     | 3     | 002.30（1人）   | 01着 | 03:03.3（34.1）      | -0.4     | C.ルメール   | 57        | （レインボーライン） |
| 0000.12.25 | 中山         | 有馬記念     | GI   | 芝2500m（良） | 16    | 6     | 11    | 002.60（1人）   | 01着 | 02:32.6（35.5）      | -0.0     | C.ルメール   | 55        | （キタサンブラック） |
| 2017.03.19 | 阪神         | 阪神大賞典   | GII  | 芝3000m（良） | 10    | 8     | 9     | 001.10（1人）   | 01着 | 03.02.6（35.4）      | -0.2     | C.ルメール   | 57        | （シュヴァルグラン） |
| 0000. 4.30 | 京都         | 天皇賞（春） | GI   | 芝3200m（良） | 17    | 8     | 15    | 002.50（2人）   | 03着 | 03:12.7（35.0）      | -0.2     | C.ルメール   | 58        | キタサンブラック     |
| 0000. 9.11 | シャンティイ | フォワ賞     | G2   | 芝2400m（重） | 6     | 1     | 5     |                 | 04着 |                      |          | C.ルメール   | 58        | Dschingis Secret     |
| 0000.10. 1 | シャンティイ | 凱旋門賞     | G1   | 芝2400m（重） | 18    | 13    | 9     |                 | 15着 |                      |          | C.ルメール   | 59.5      | Enable               |
| 2018.03.11 | 中京         | 金鯱賞       | GII  | 芝2000m（稍） | 9     | 5     | 5     | 003.30（2人）   | 03着 | 02.01.9（33.7）      | -0.3     | C.ルメール   | 57        | スワーヴリチャード   |
| 0000.04.01 | 阪神         | 大阪杯       | GI   | 芝2000m（良） | 16    | 1     | 2     | 004.00（3人）   | 07着 | 01.59.2（34.5）      | -1.0     | 戸崎圭太     | 57        | スワーヴリチャード   |
| 0000.06.24 | 阪神         | 宝塚記念     | GI   | 芝2200m（稍） | 16    | 2     | 3     | 003.90（1人）   | 06着 | 02.12.4（36.6）      | -0.8     | C.ルメール   | 58        | ミッキーロケット     |
| 0000.10.08 | 京都         | 京都大賞典   | GII  | 芝2400m（良） | 11    | 2     | 2     | 002.30（2人）   | 01着 | 02.25.4（34.1）      | -0.1     | 川田将雅     | 57        | （レッドジェノヴァ） |
| 0000.11.25 | 東京         | ジャパンC    | GI   | 芝2400m（良） | 14    | 3     | 3     | 007.10（3人）   | 06着 | 02.21.9（34.7）      | -1.3     | J.モレイラ   | 57        | アーモンドアイ       |
| 0000.12.23 | 中山         | 有馬記念     | GI   | 芝2500m（稍） | 16    | 3     | 6     | 018.10（6人）   | 06着 | 02.32.8（36.2）      | -0.6     | B.アヴドゥラ | 57        | ブラストワンピース   |

以上の「競走成績」における内容は「netkeiba.com - サトノダイヤモンドの競走成績」に基づく

## 種牡馬成績
初年度から種付頭数は、4年連続で130頭から140頭と安定していた。
2022年6月4日中京5Rをダイヤモンドハンズが勝利して、産駒の初勝利を挙げた。同年に産駒がデビューする新種牡馬の中で1番乗りであった。
2023年度の種付頭数は58頭と急減しており、初年度産駒の不振が種付頭数の急減の原因と考えられる。2023年9月時点で、重賞勝ち馬は2023年の京都新聞杯と神戸新聞杯を制覇したサトノグランツ1頭のみ、オープンクラスもサトノグランツとシンリョクカの2頭だけとなっている。
社台スタリオンステーションの関係者は「春以降中長距離の番組が増えてからさらなる躍進が期待でき、まさにクラシック向きの種牡馬と言えるのではないでしょうか」と述べている。
2024年からは北海道日高町のブリーダーズ・スタリオン・ステーションで種牡馬生活を送ることになった。

### 主な産駒
- 2020年産
  - サトノグランツ（2023年京都新聞杯、神戸新聞杯）[37]
  - シンリョクカ（2024年新潟記念、2022年阪神JF2着）
  - スズハローム（2024年CBC賞2着）
- 2022年産
  - ビップデイジー（2024年阪神JF2着）
  - ダイシンラー（2024年朝日杯FS4着）

## 血統表
| サトノダイヤモンドの血統          | サトノダイヤモンドの血統                               | サトノダイヤモンドの血統          | （血統表の出典）                  | （血統表の出典） |
| 父系                              | サンデーサイレンス系                                   | サンデーサイレンス系              | サンデーサイレンス系              | [ § 2 ]          |
| 父 ディープインパクト 2002 鹿毛   | 父の父*サンデーサイレンス Sunday Silence 1986 青鹿毛   | Halo                              | Hail to Reason                    | Hail to Reason   |
| 父 ディープインパクト 2002 鹿毛   | 父の父*サンデーサイレンス Sunday Silence 1986 青鹿毛   | Halo                              | Cosmah                            |                  |
| 父 ディープインパクト 2002 鹿毛   | 父の父*サンデーサイレンス Sunday Silence 1986 青鹿毛   | Wishing Well                      | Understanding                     | Understanding    |
| 父 ディープインパクト 2002 鹿毛   | 父の父*サンデーサイレンス Sunday Silence 1986 青鹿毛   | Wishing Well                      | Mountain Flower                   |                  |
| 父 ディープインパクト 2002 鹿毛   | 父の母*ウインドインハーヘア Wind in Her Hair 1991 鹿毛 | Alzao                             | Lyphard                           | Lyphard          |
| 父 ディープインパクト 2002 鹿毛   | 父の母*ウインドインハーヘア Wind in Her Hair 1991 鹿毛 | Alzao                             | Lady Rebecca                      |                  |
| 父 ディープインパクト 2002 鹿毛   | 父の母*ウインドインハーヘア Wind in Her Hair 1991 鹿毛 | Burghclere                        | Busted                            | Busted           |
| 父 ディープインパクト 2002 鹿毛   | 父の母*ウインドインハーヘア Wind in Her Hair 1991 鹿毛 | Burghclere                        | Highclere                         |                  |
| 母 *マルペンサ Malpensa 2006 鹿毛 | 母の父Orpen 1996                                       | Lure                              | Danzig                            | Danzig           |
| 母 *マルペンサ Malpensa 2006 鹿毛 | 母の父Orpen 1996                                       | Lure                              | Endear                            |                  |
| 母 *マルペンサ Malpensa 2006 鹿毛 | 母の父Orpen 1996                                       | Bonita Francita                   | Devil's Bag                       | Devil's Bag      |
| 母 *マルペンサ Malpensa 2006 鹿毛 | 母の父Orpen 1996                                       | Bonita Francita                   | Raise the Standard                |                  |
| 母 *マルペンサ Malpensa 2006 鹿毛 | 母の母Marsella 1997                                    | *サザンヘイロー                   | Halo                              | Halo             |
| 母 *マルペンサ Malpensa 2006 鹿毛 | 母の母Marsella 1997                                    | *サザンヘイロー                   | Northern Sea                      |                  |
| 母 *マルペンサ Malpensa 2006 鹿毛 | 母の母Marsella 1997                                    | Riviere                           | Logical                           | Logical          |
| 母 *マルペンサ Malpensa 2006 鹿毛 | 母の母Marsella 1997                                    | Riviere                           | Talonada                          |                  |
| 母系(F-No.)                       | (FN:F1-w)                                              | (FN:F1-w)                         | (FN:F1-w)                         | [ § 3 ]          |
| 5代内の近親交配                   | Halo 3×4×5、Northern Dancer 5×5×5                      | Halo 3×4×5、Northern Dancer 5×5×5 | Halo 3×4×5、Northern Dancer 5×5×5 | [ § 4 ]          |
| 出典                              | 1. 2. 3. 4.                                            | 1. 2. 3. 4.                       | 1. 2. 3. 4.                       | 1. 2. 3. 4.      |

- 半妹マルケッサ（父：オルフェーヴル）の産駒にドゥラエレーデ（2022年ホープフルステークス）